# 比尔森方济各会修道院

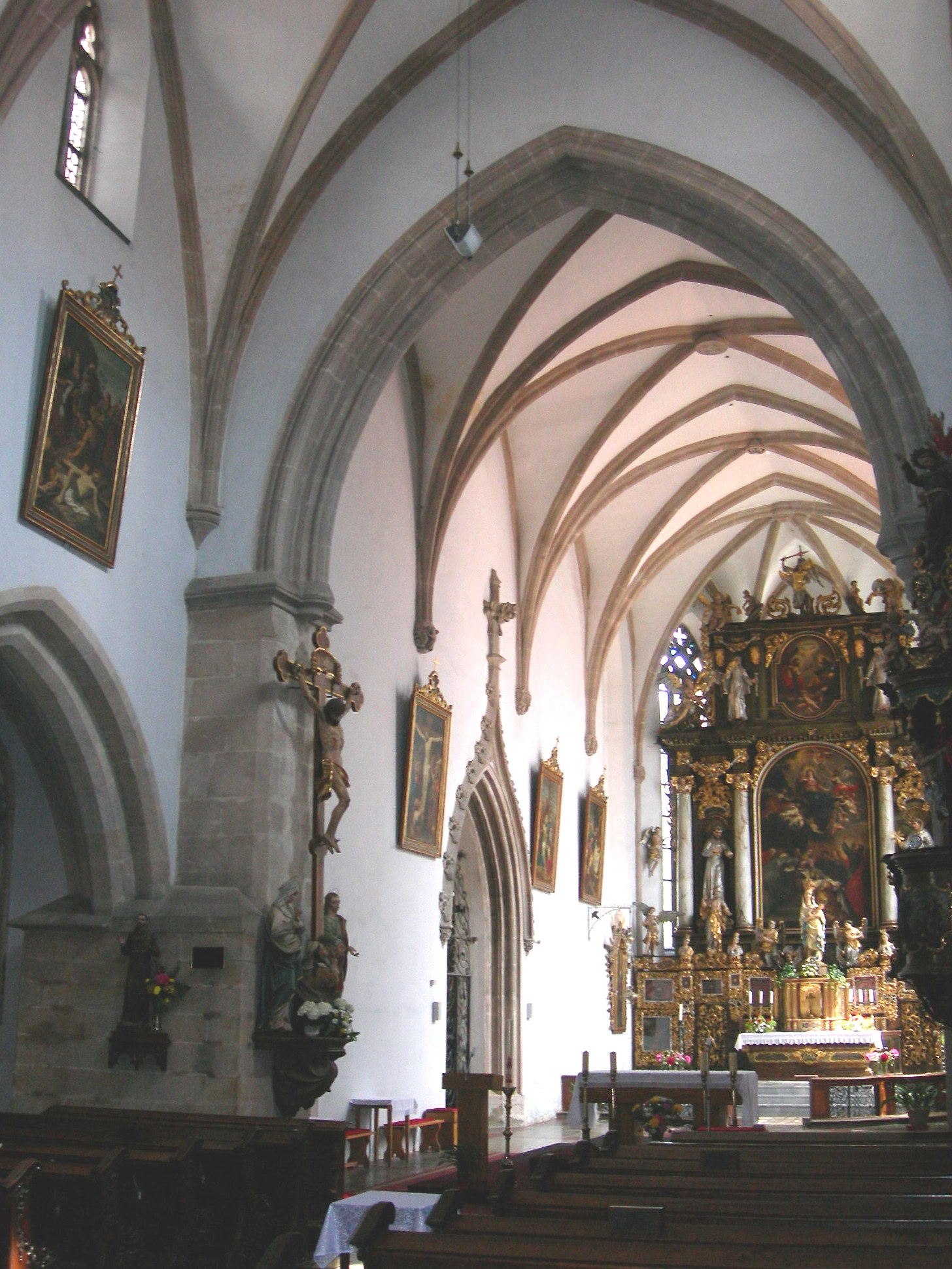
圣母升天堂内部

比尔森方济各会修道院（捷克語：Františkánský klášter）位于捷克比尔森共和国广场附近，属于方济各会。它建于13世纪末，包括圣母升天堂、圣白芭蕾小堂等。
方济各会修道院及教堂是该市最古老的建筑之一，尽管经历了胡斯战争和三十年战争的灾难，但本质上保留了其最初的早期哥特式形式。

## 历史
该修道院的建立可以追溯到1295年左右，与比尔森城同时由国王瓦茨拉夫二世建立。这座修道院原来属于方济各会。建筑群开始从城墙向东南方向发展。
自1300年以来最古老的部分，是五边形司祭席（Presbytery）的墙壁和三重中殿的东部。后来，修建了三重中殿的其余部分和中间连拱廊。1350年后，司祭席和三重中殿建起了拱顶。回廊的东部在1360年左右建起拱顶。到1380年，其余部分也完成了拱顶。在激进的胡斯派 牧师瓦茨拉夫•科兰达（Václav Koranda）的倡议下，方济各会被驱逐出修道院。几个月后，他们被允许返回。1433年至1434年，在胡斯派军队围困比尔森期间，一场大火烧毁了修道院。在接下来的50年里，通过捐款，这座被毁的修道院得以修复。根据庇护二世的命令，方济各会 接管了这座修道院。
1618年，在曼斯菲尔德勋爵指挥下的捷克贵族军队围攻比尔森期间，修道院再次遭到破坏。教堂的钟楼建于16世纪末。1611年，又修建了一座圣三小堂。17世纪末，建起初学院和圣安多尼小堂。小堂位于教堂北中殿旁。这两座建筑的建筑师是老雅库布•奥古斯顿。后来，他的侄子小雅库布•奥古斯顿来到比尔森，也参与了修道院的建设。他是修道院教堂西立面的建筑师（1722-1724）。当时，修士群体可能正处于鼎盛时期。在约瑟夫改革期间，修院没有解散，但修士人数减少，并继续下降。
在19世纪和20世纪30年代，都进行了改建。1950年5月的K行动，对修道院和男性修会进行非法野蛮清算，修道院被解散。社会主义时期，这些建筑被用作儿童之家，后来又改为西波希米亚博物馆。1989年政权更迭时，修道院归还罗马天主教会，教会根据扬•苏库普的建筑理念，逐步翻修建筑。
如今，比尔森教区的基督教艺术博物馆位于修道院最有趣的部分。其他空间用于圣巴尔多禄茂堂区和比尔森教区。它还为教区负责人和普通修女提供公寓。

## 圣母升天堂
巴洛克风格的正祭台建于1698年。这里有一幅1636年鲁本斯画作的复本。

## 方济各会在比尔森
1996年，按照弗兰蒂什克•拉德科夫斯克主教的意愿，方济各会重返比尔森。一小群修士在维尼斯（Vinice）的一套公寓里安顿下来。后来，他们在洛霍因买下了原来的幼儿园，并将其改建为多梅克（Domeček）牧区中心。

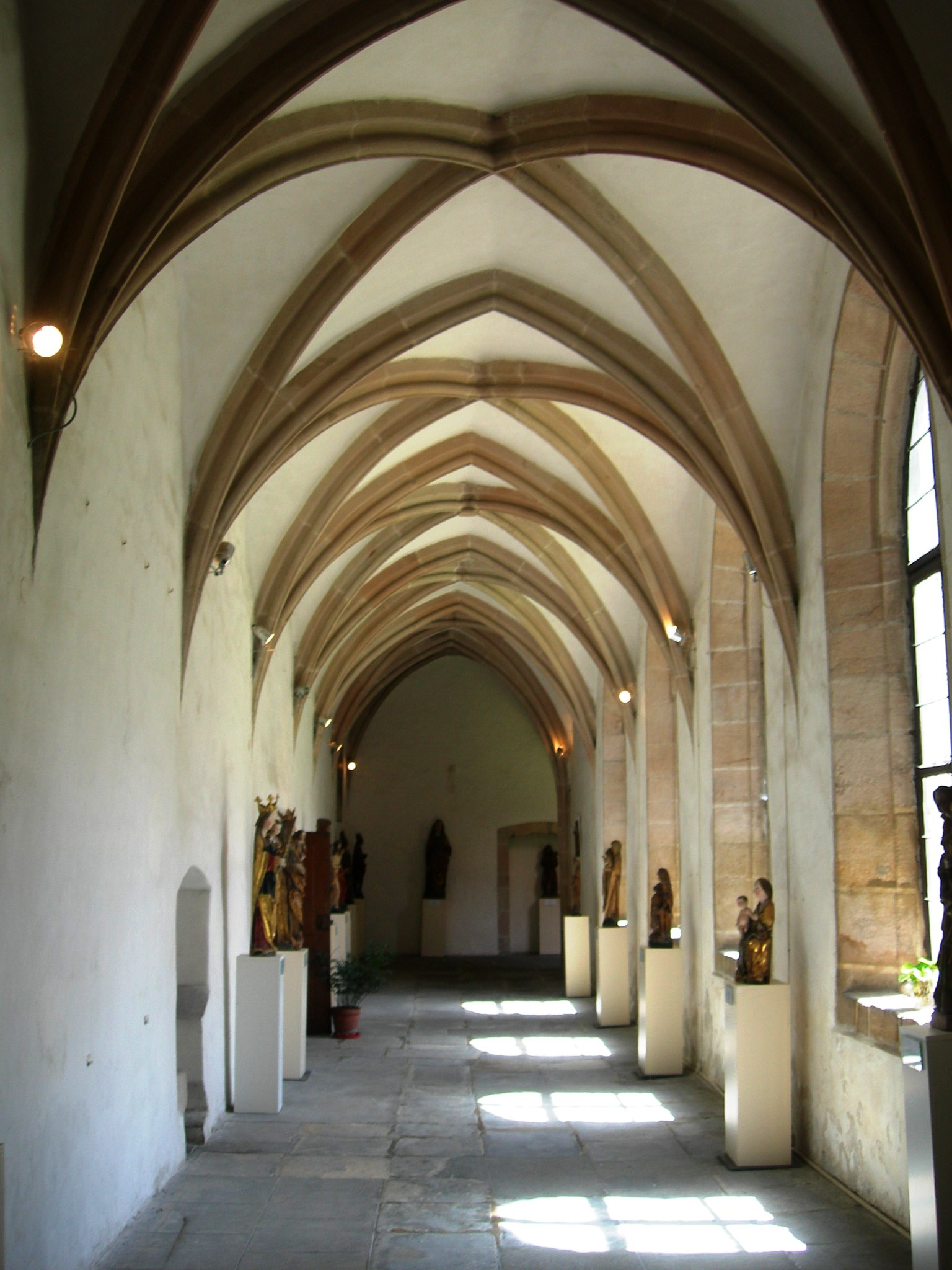
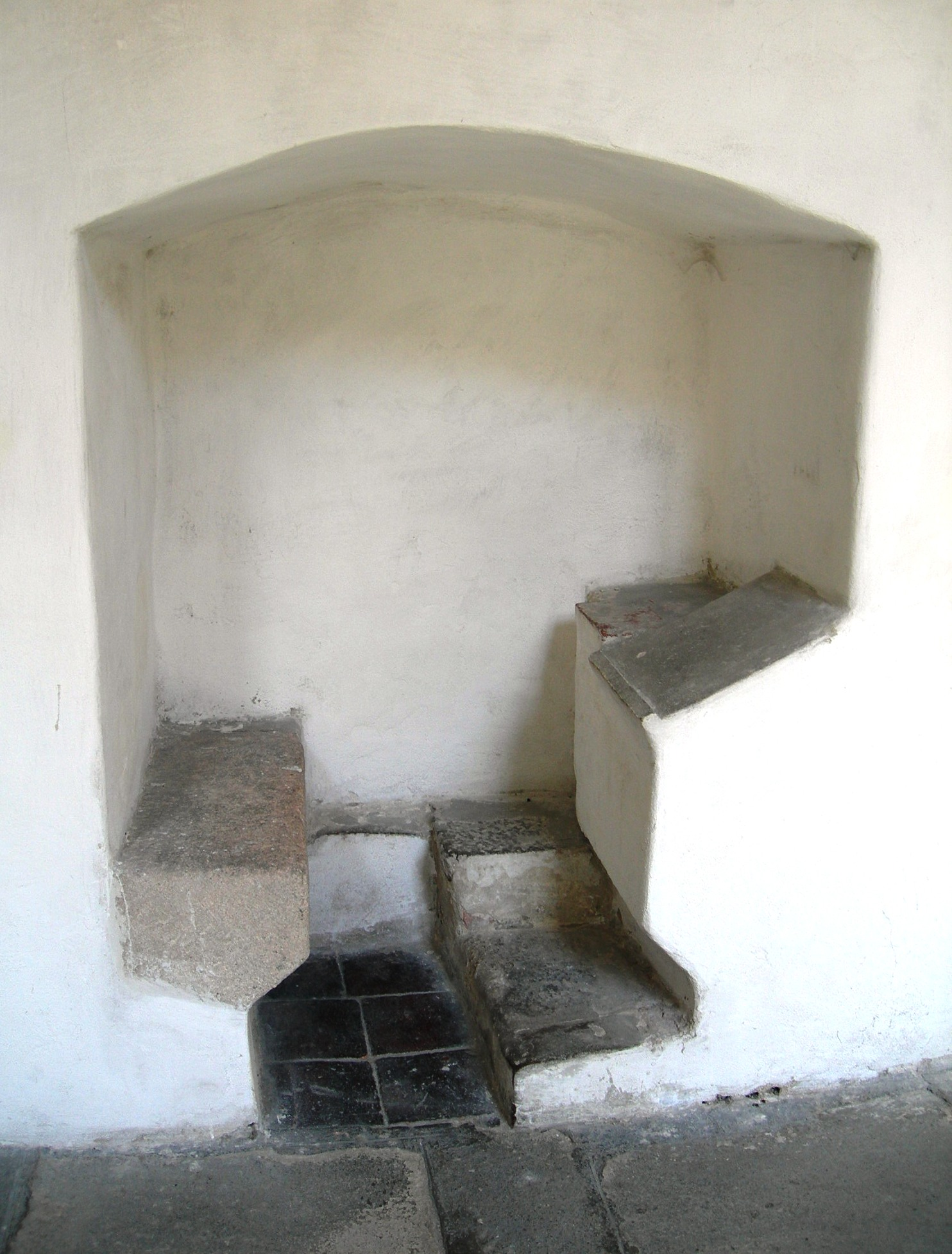
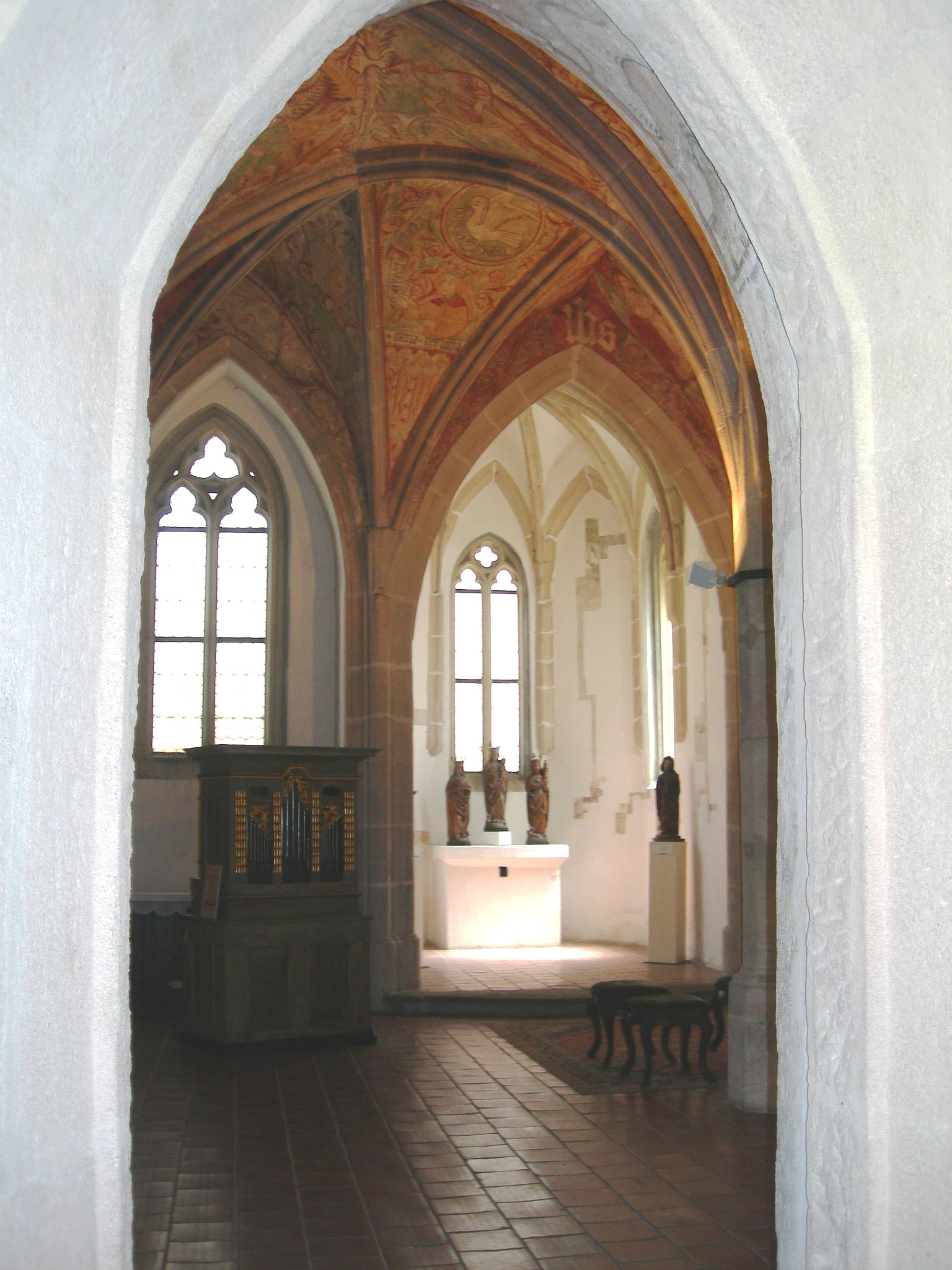
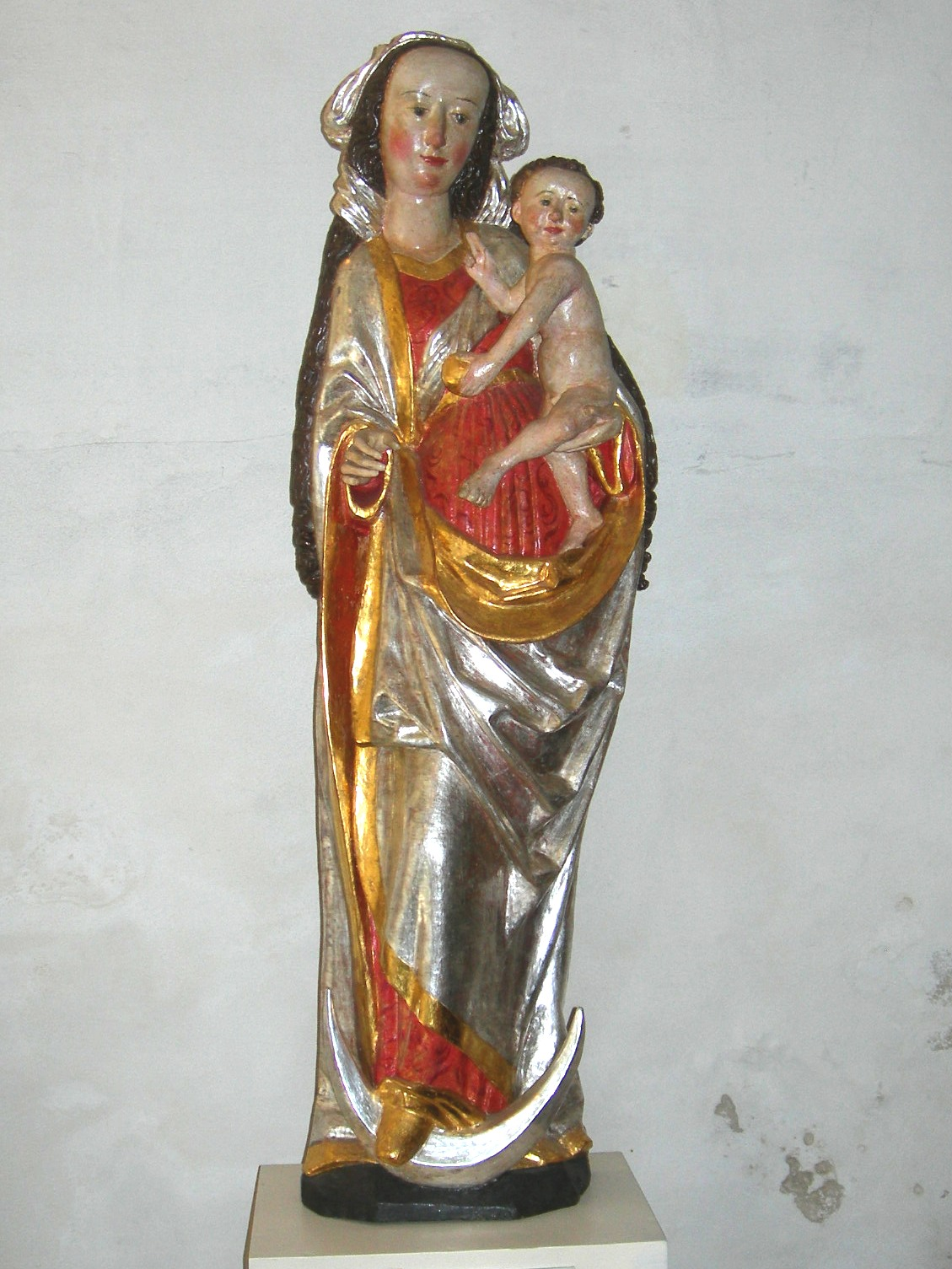
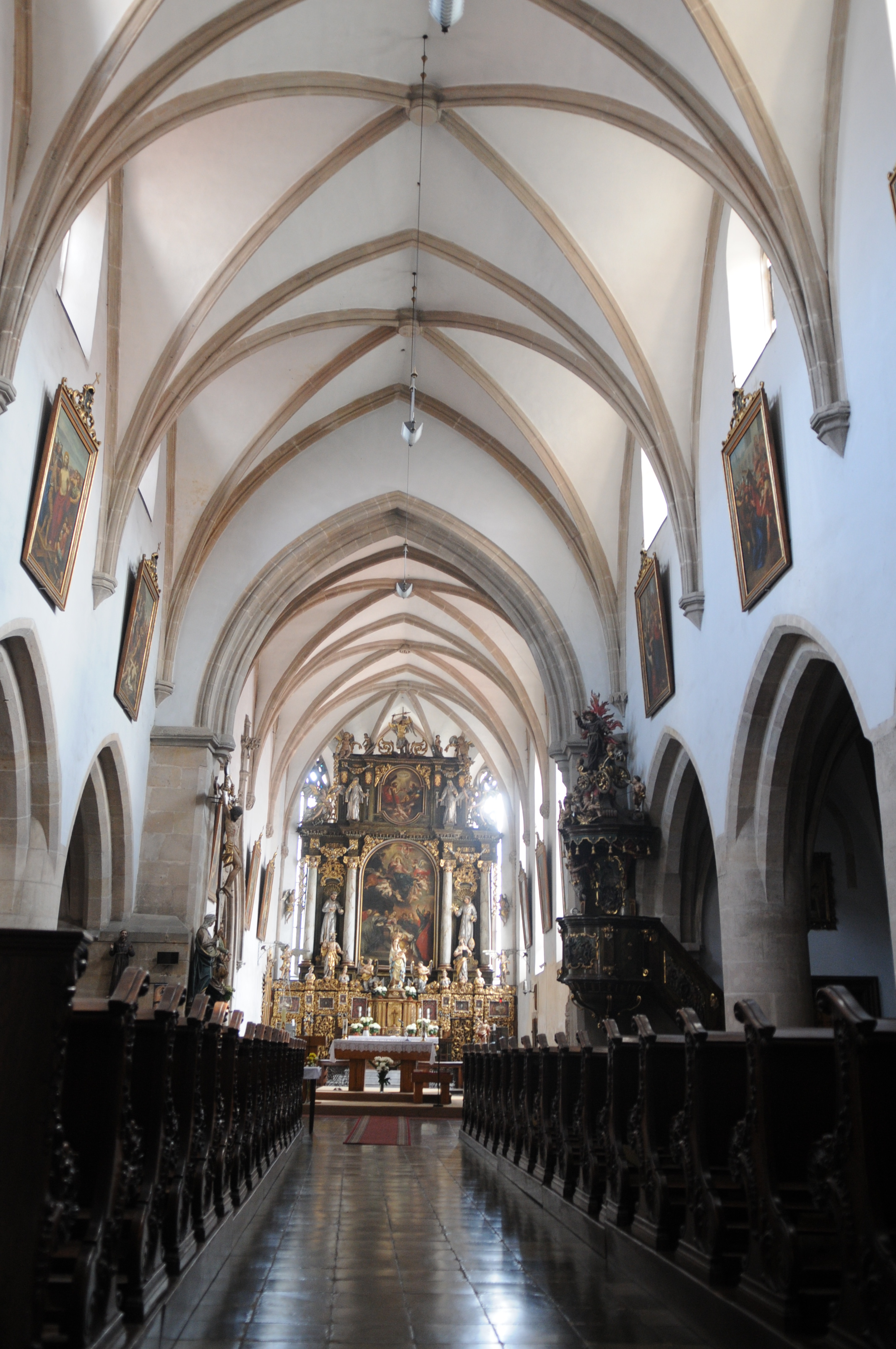
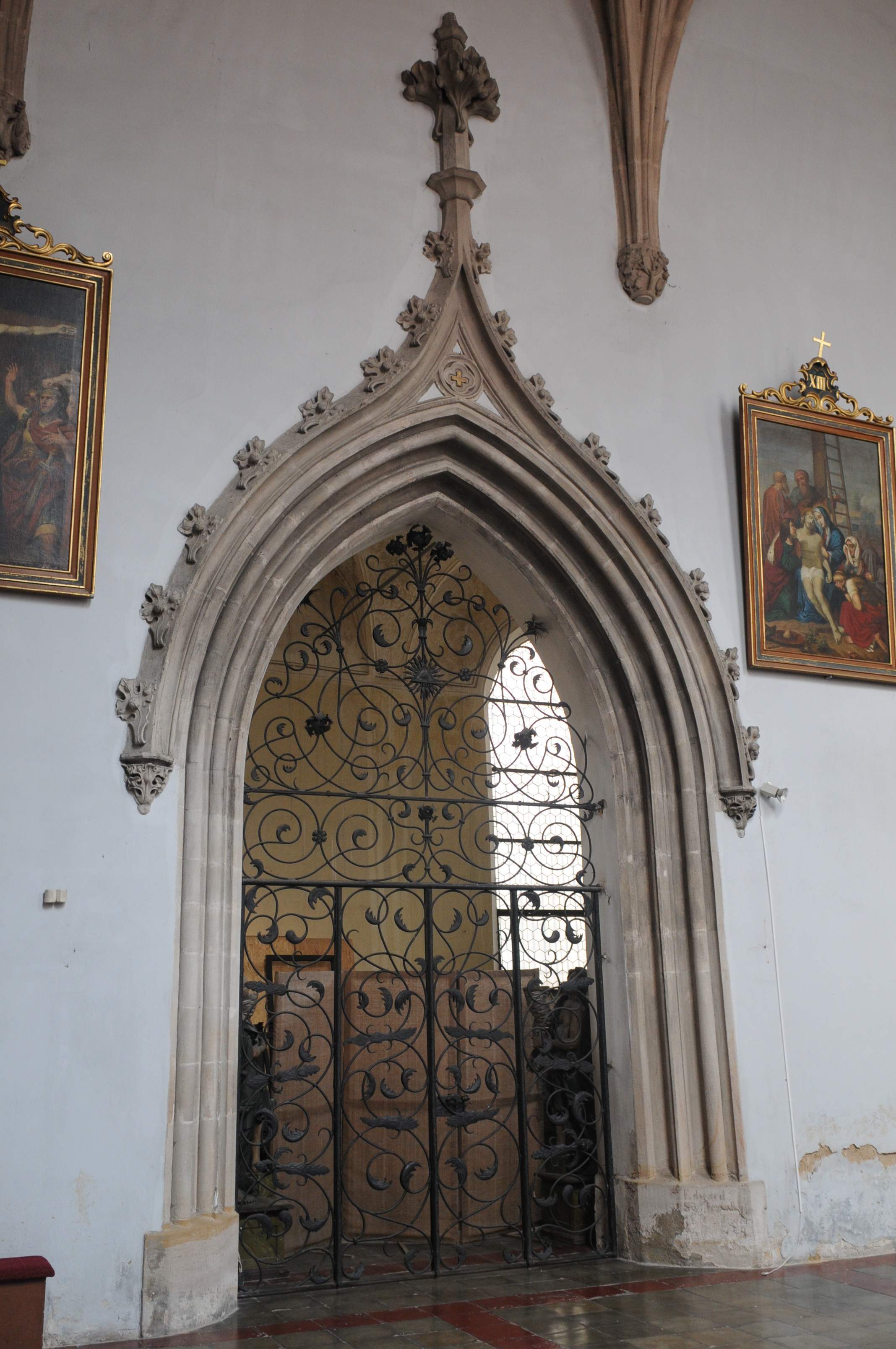
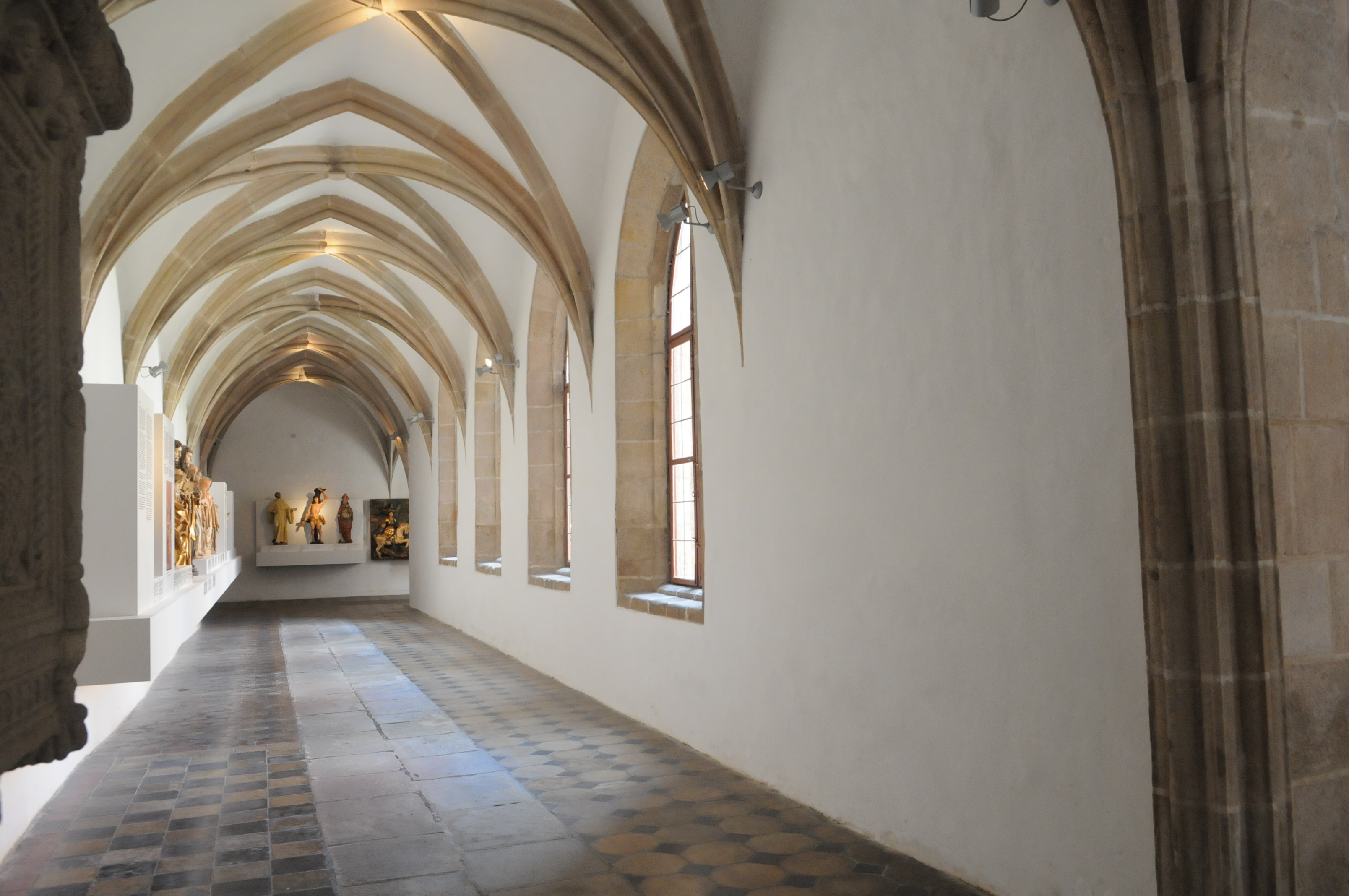
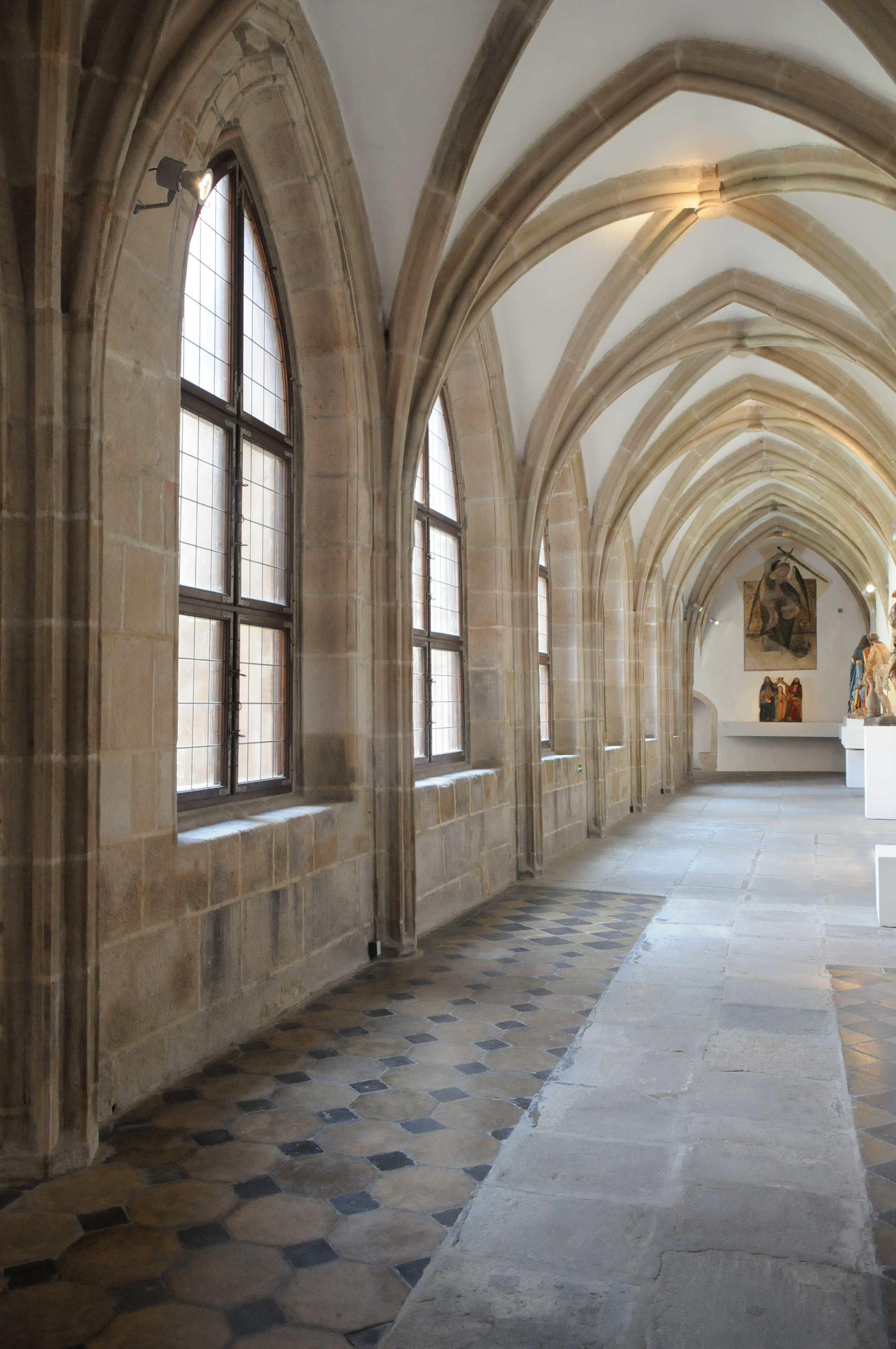
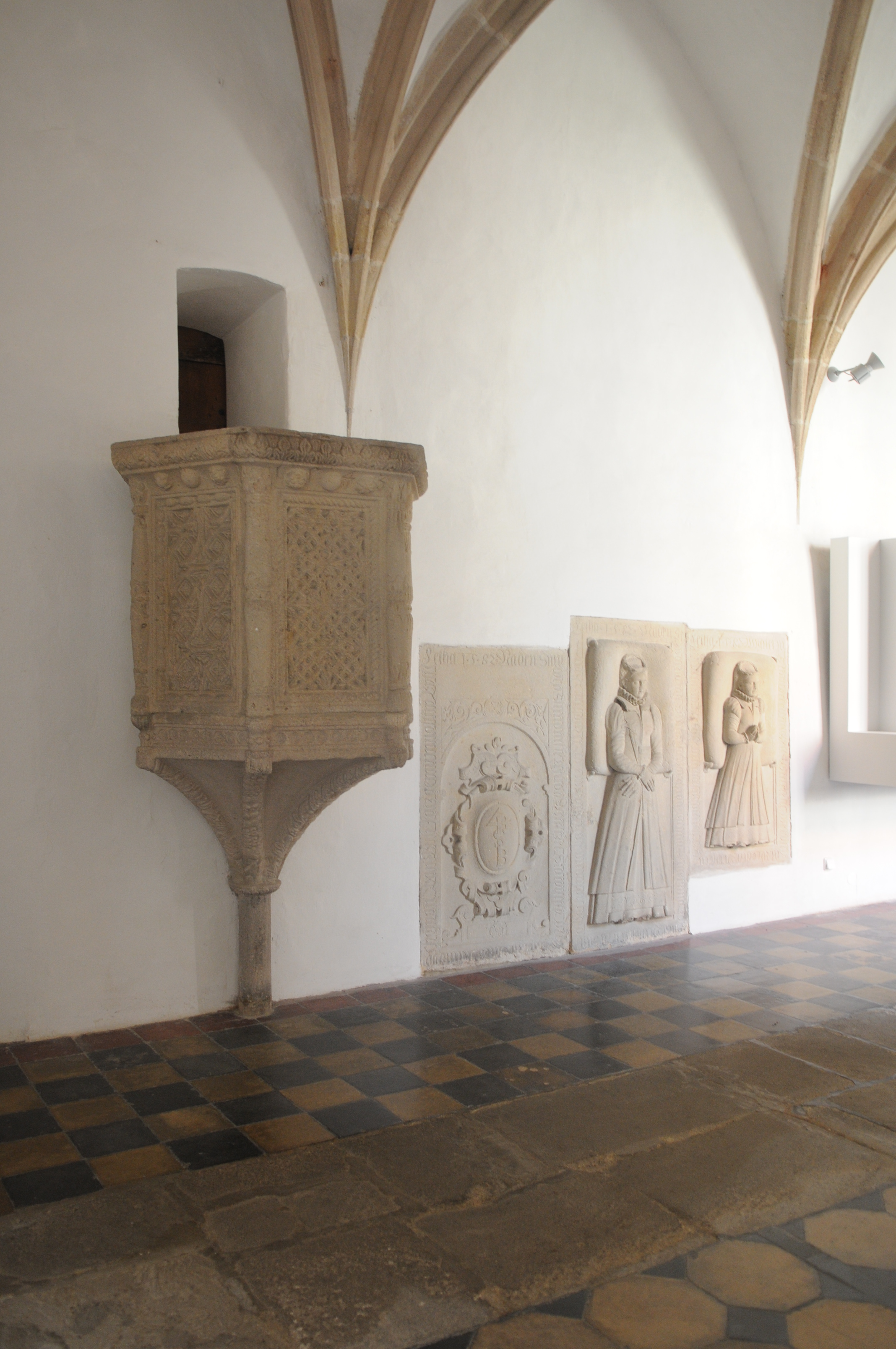
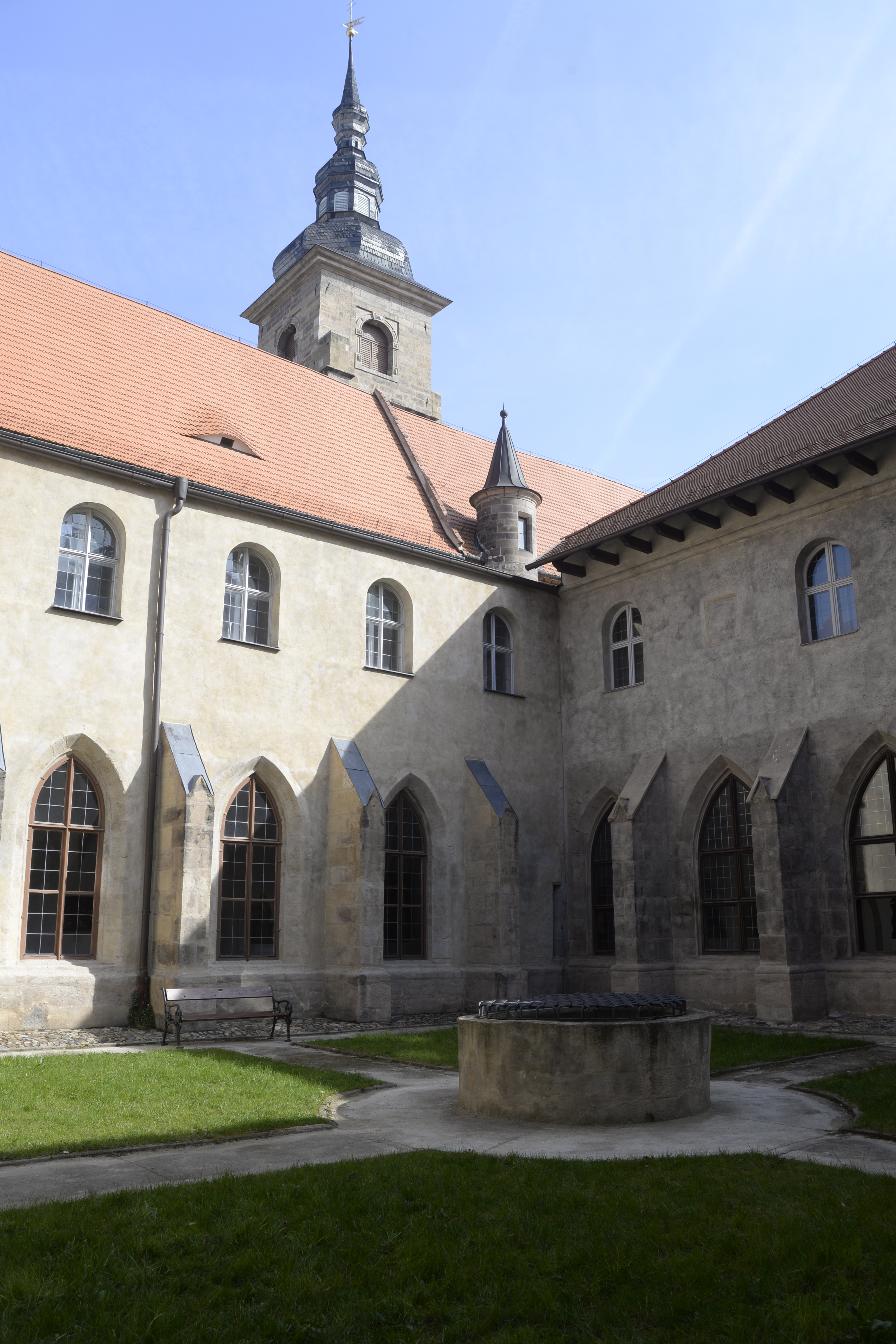
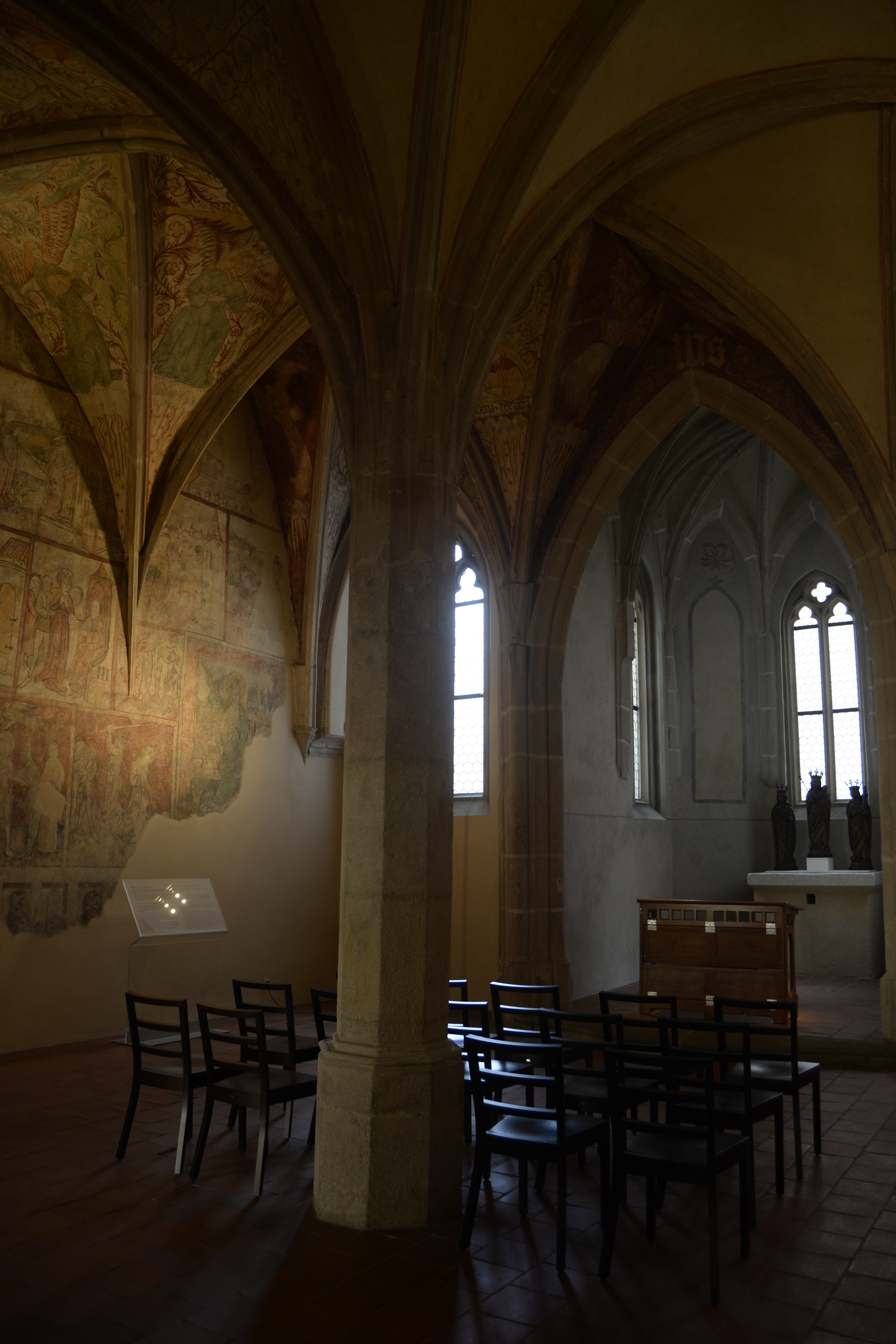
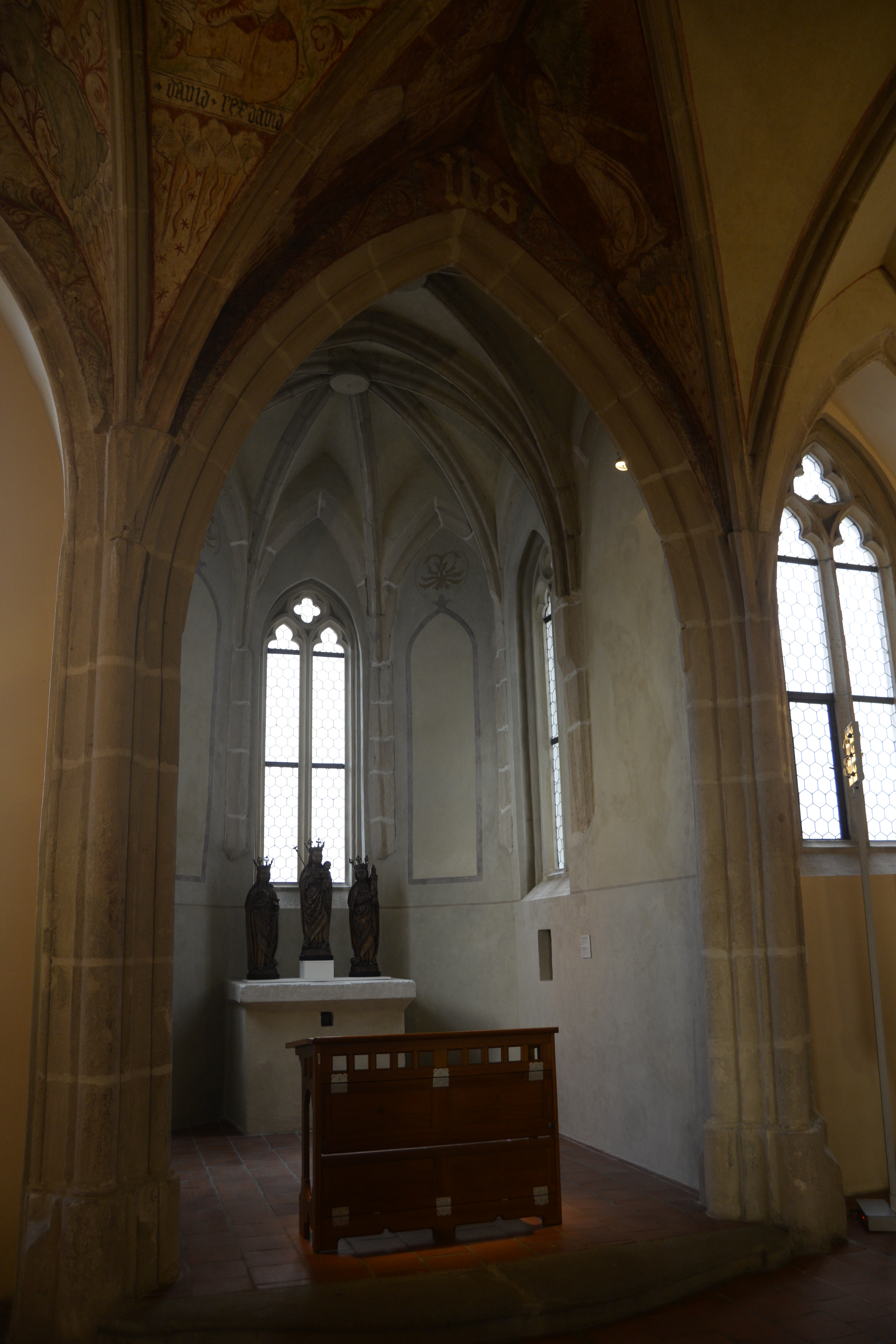
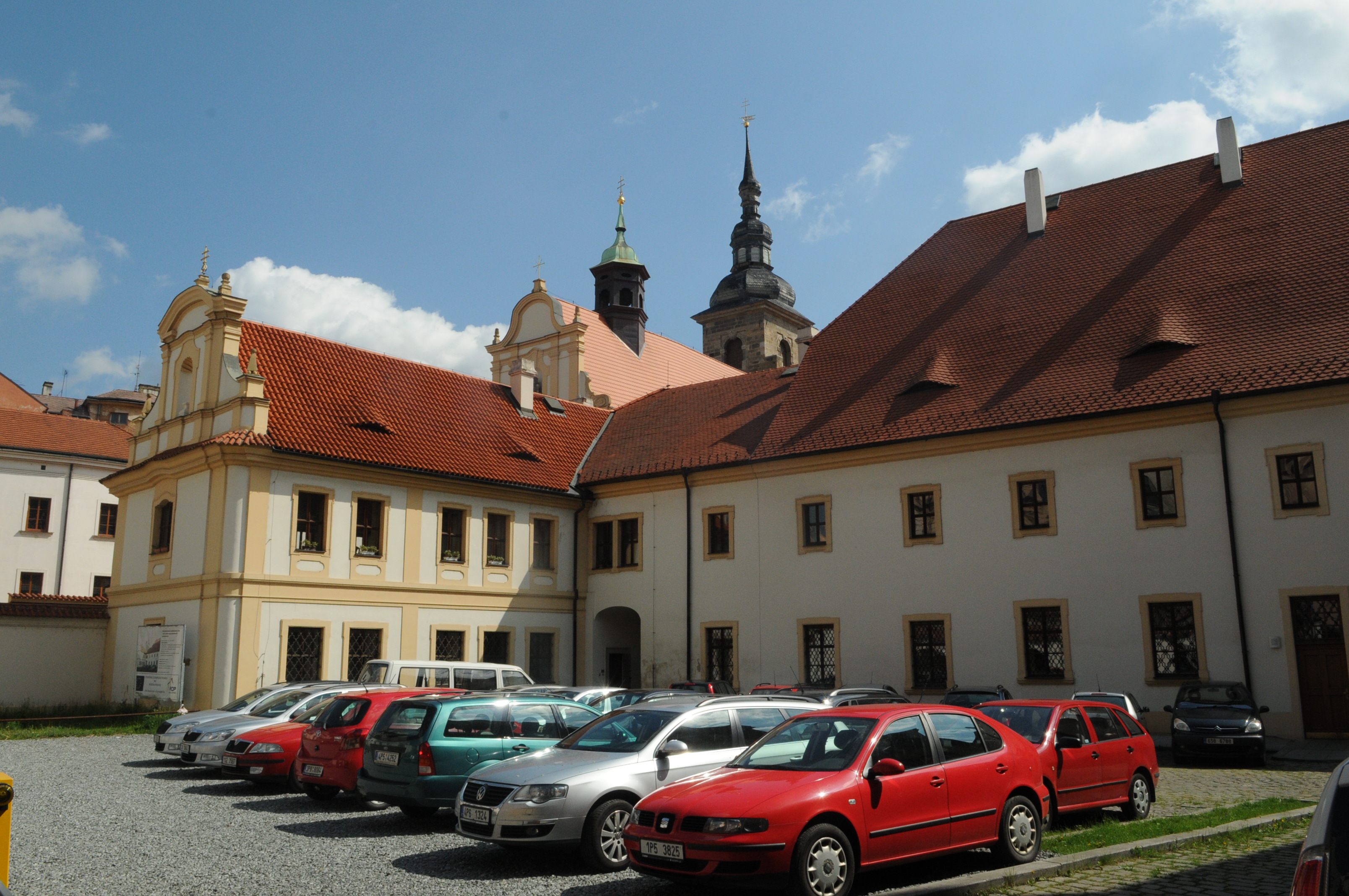
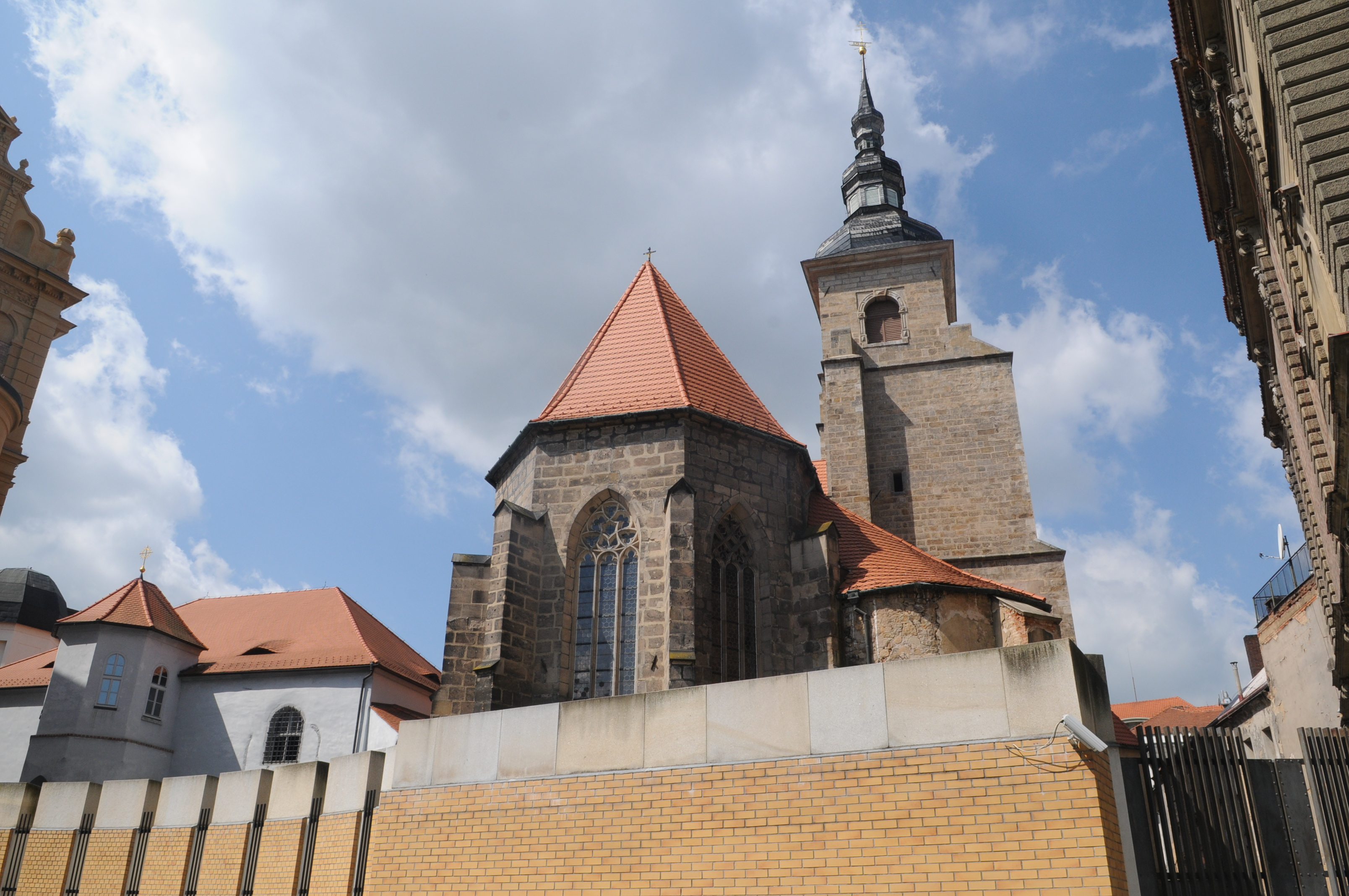